# Hermann von Brevern

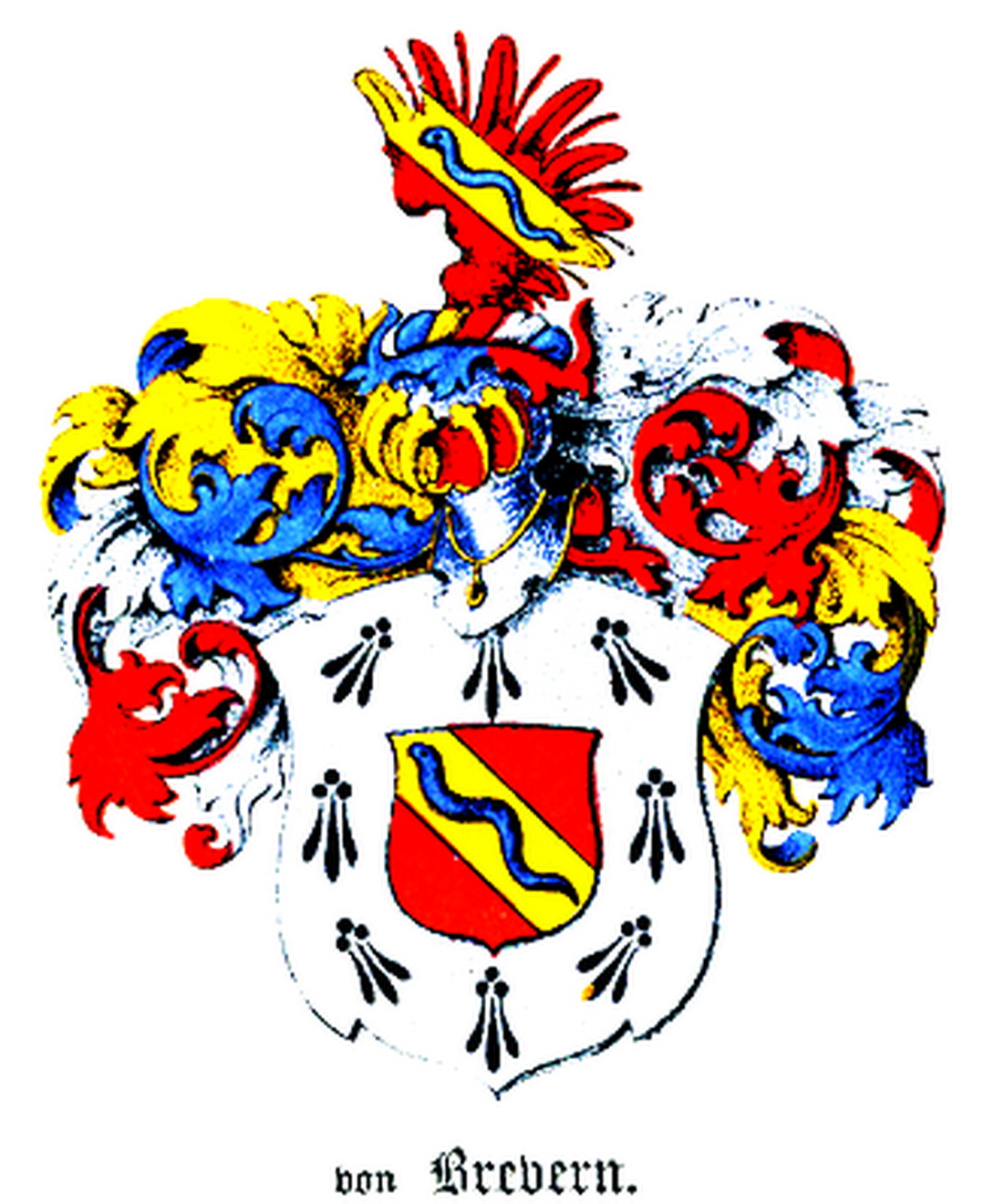
Wappen von Brevern

Hermann von Brevern, geboren als Hermann Brever (* 20. Juli 1663 in Riga; † 3. Juli 1721 in St. Petersburg) war ein deutsch-baltischer Jurist.

## Leben
Brevern war Sohn des Superintendenten Johannes Brever in Riga. Er besuchte das Gymnasium in Riga und studierte ab 1683 Rechtswissenschaften an der Universität Altdorf. 1686 unternahm er eine Reise nach Jena und besuchte danach verschiedene fürstliche Höfe. Seine Grand Tour führte ihn nach Wien, Ungarn, Italien, Frankreich und die Niederlande. Wegen einer Erkrankung konnte er die geplante Fortsetzung nach England nicht antreten. Brevern kehrte 1691 nach Riga zurück und wurde dort 1693 Beisitzer am Landgericht, 1696 Präses des Burggerichts, 1701 Beisitzer des Hofgerichts. Während des Großen Nordischen Krieges war er zeitweilig Stellvertreter des abwesenden Statthalters Michael von Strohkirch († 1724), muss dann aber für längere Zeit nach Lübeck flüchten. Nach der Okkupation Rigas durch die Russen ernannte Peter I. ihn 1711 zum Vizepräsidenten des livländischen Hofgerichts. Ab 1717 war er zugleich Vizepräsident des Reichsjustizkollegiums in St. Petersburg. 

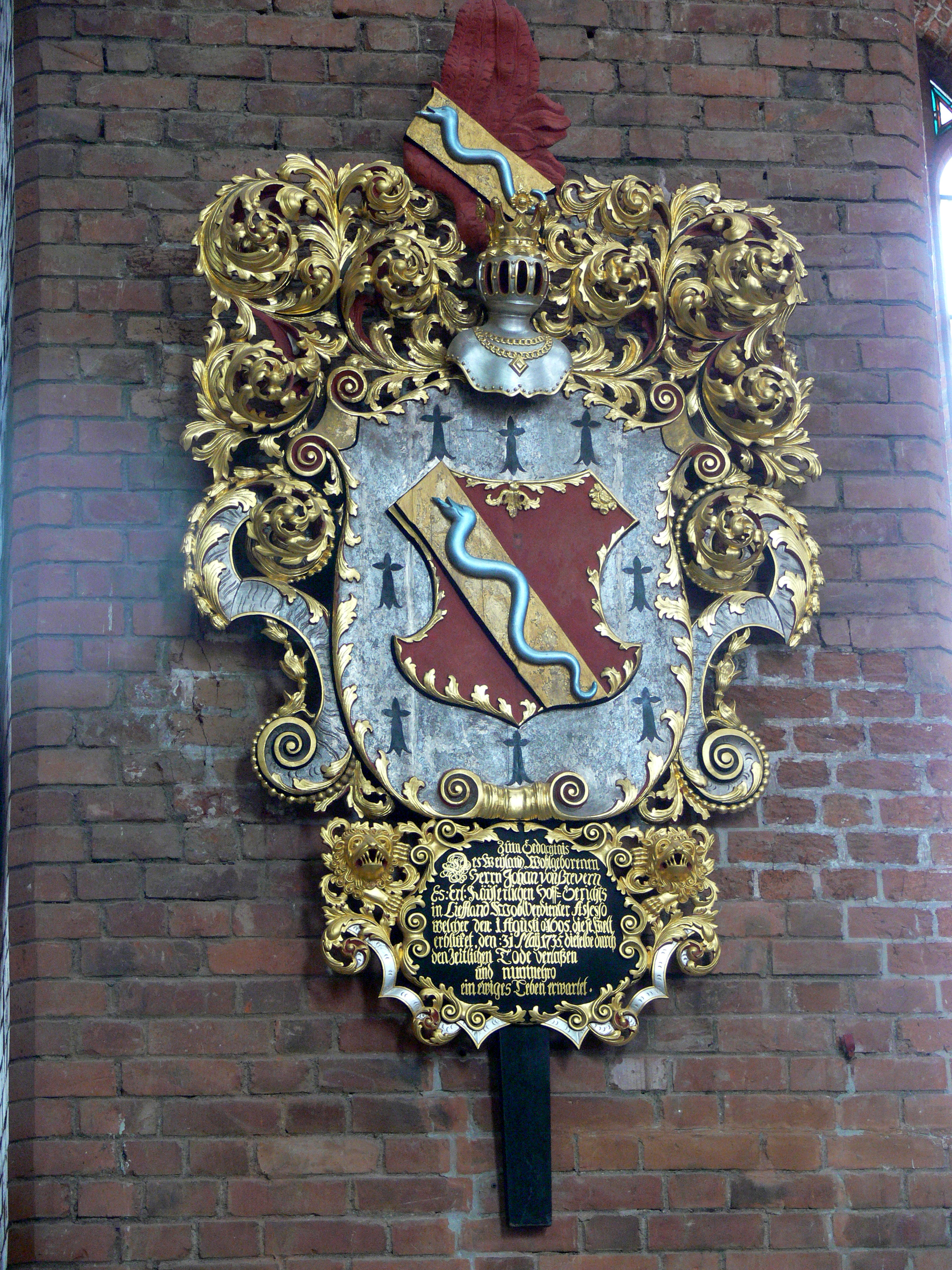
Familienwappen des Hofgerichtsassessors Johan von Brevern in der Petrikirche in Riga

Sein 1695 geborener Sohn Johann von Brevern wurde ebenfalls Mitglied am Kaiserlichen Hofgerichts in Riga und starb 1735. An ihn erinnert ein in der Petrikirche angebrachtes Wappen mit Inschrift.

## Auszeichnungen
Hermann Brever wurde im Oktober 1694 in den Adelsstand erhoben. Die Familie von Brevern war bis 1939 im Baltikum ansässig. Zum Besitz gehörten unter anderem die Güter Altenhof und Mardu. Ein Zweig seiner Abkömmlinge wurde unter dem Namen von Brevern de la Gardie in den Grafenstand erhoben.

## Familie
Der Stammvater der estländischen Familie von Brevern war mit Katharina von Reutern (1679–1746) verheiratet. Ihre Kinder waren:
- Johann von Brevern (1695–1735)
- Katharina von Brevern (1697–1730)
- Hermann (1698–1741)
- Sohn (1699–1699)
- Sophie (1700–1702)
- Anna (1702–1748)
- Georg von Brevern (1703–1788)
- Karl Hermann von Brevern (1704–1744)
- Beata von Reutern (1706–1734)
- Adam Ludwig von Brevern (1708–1761), Stammvater der I. Linie (Jaggowal)
- Peter von Brevern (1711–1756), Stammvater der II. Linie und damit Vorfahre aller noch lebenden Nachkommen

Nach Hermanns Tod heiratet seine Witwe Katharina in zweiter Ehe den livländischen Generalgouverneur Hermann Jensen Bohn (1672–1743).